# Adesmia schickendanztii
Adesmia schickendanztii är en ärtväxtart som beskrevs av August Heinrich Rudolf Grisebach. Adesmia schickendanztii ingår i släktet Adesmia och familjen ärtväxter. Inga underarter finns listade i Catalogue of Life.